# Жозеф Лиувил
Жозеф Лиувил (на френски: Joseph Liouville) е френски математик.

## Биография
Лиувил е роден в Сент Омер, Франция, на 24 март 1809 г. Син е на военен служител, оцелял след Наполеоновите кампании.
Завършва Екол политекник през 1827 г. След като известно време работи като асистент в различни институции, сред които Екол Сантрал Пари, той е назначен за професор в Екол политекник през 1838 г. През 1850 г. е назначен в катедрата по математика в Колеж дьо Франс, а през 1857 г. – в катедрата по механика.
Освен с академичните си постижения, той е и много талантлив организатор. Той основава „Списание за чиста и приложна математика“ (на френски: Journal de Mathématiques Pures et Appliquées), което държи високата си репутация и до днес и цели насърчаването на работата на математиците. Той е първият, който прочита и оценява важността на непубликуваните трудове на Еварист Галоа, които се появяват в списанието му през 1846 г. Лиувил се занимава известно време и с политика, ставайки член на Национално събрание през 1848 г. Въпреки това, след като претърпява поражение на законодателните избори през 1849 г., той изоставя политиката.
Лиувил работи в различни области на математиката, включително теория на числата, комплексен анализ, диференциална геометрия, но и математическа физика и дори астрономия. Става известен най-вече с едноименната си теорема. В теорията на числата, той става първият, доказал съществуването на трансцендентни числа чрез верижни дроби. В математическата физика, Лиувил има два фундаментални приноса: задачата на Щурм-Лиувил, която разработва с Жак Шарл Франсоа Щурм и днес е стандартна процедура за решаване на определени интегрални уравнения, и установявайки, че ходът на времето е мярка, запазваща се за Хамилтонова система. В Хамилтоновата динамика Лиувил въвежда и понятието за „променливи на ъгъл-действие“ като описание за напълно интегрируеми системи.
Той е член на Френската академия на науките от 1839 г., чуждестранен член-кореспондент на Петербургската академия на науките от 1840 г., чуждестранен член на Британското кралско научно дружество от 1850 г. и чуждестранен член на Кралската шведска академия на науките от 1851 г.
Умира на 8 септември 1882 г. в Париж. Името му носи кратер на Луната.